# Castle Ward

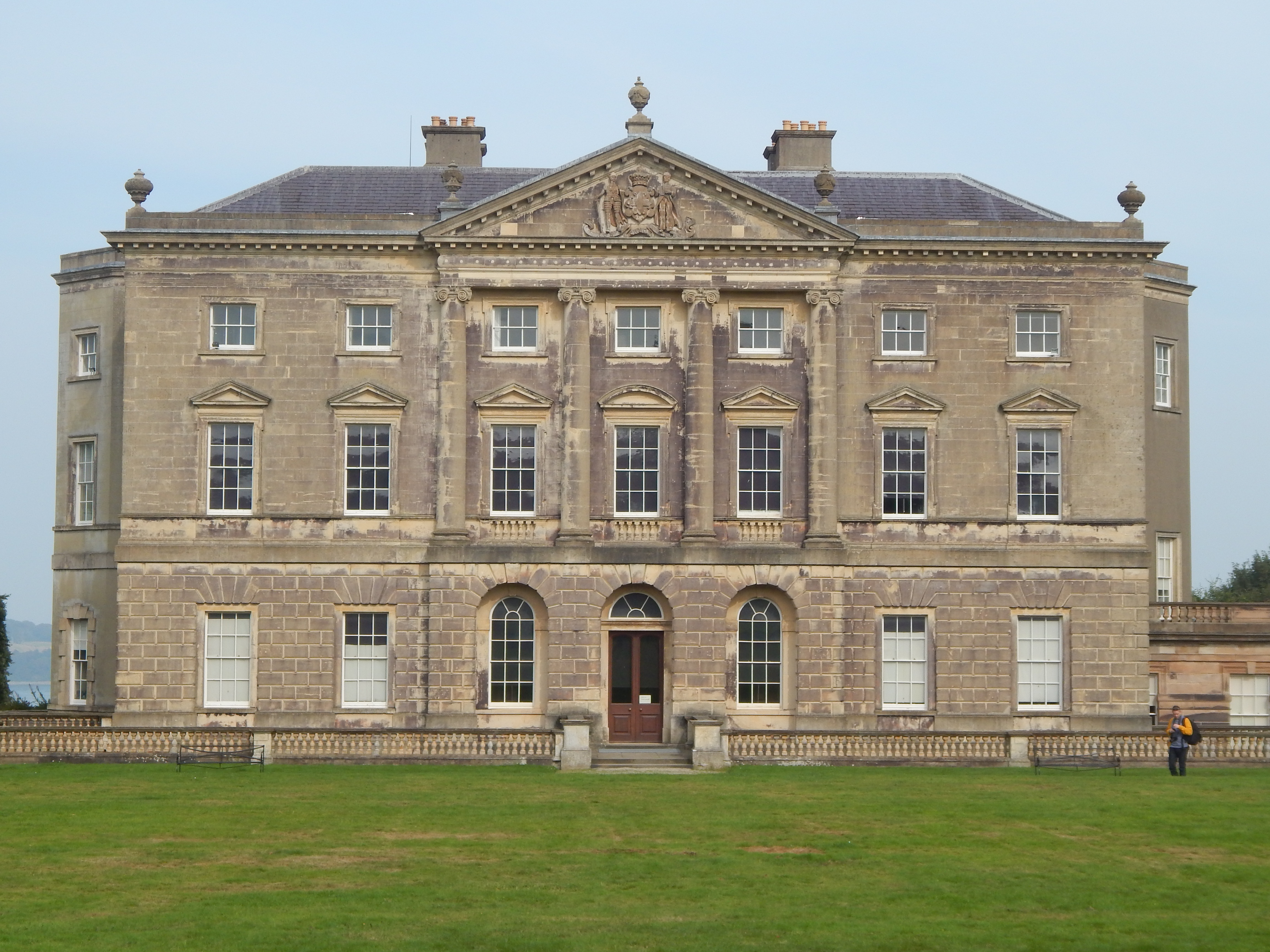
Castle Wards klassizistische Fassade im September 2014

Castle Ward (auch Castle Ward House, Castleward House, irisch Caisleán an Bhardaigh) ist ein Herrenhaus 2,4 km entfernt vom Dorf Strangford und 11,2 km entfernt von Downpatrick im nordirischen County Down. Das im 18. Jahrhundert errichtete Haus an den Ufern des Strangford Lough wird vom National Trust verwaltet.
Castle Ward ist öffentlich zugänglich und von 332 Hektar Landschaftspark umgeben. Man findet dort auch einen befestigten Wohnturm, eine Wäscherei aus viktorianischer Zeit, ein Theater, ein Restaurant, ein Ladengeschäft, eine Sägemühle und eine noch in Betrieb befindliche Getreidemühle. Von 1995 bis 2010 fand dort auch die Castleward Opera statt, ein jährliches Sommer-Opernfestspiel.

## Architektur
Der interessanteste Aspekt von Castle Ward ist der seiner unterschiedlichen Architektur, der die unterschiedlichen Geschmäcker von Lord Bangor und seiner Gattin, Lady Ann Bligh, aufzeigt. Während die Eingangsfront in klassischem palladianistischem Stil mit Säulen, die einen dreieckigen Ziergiebel stützen, gehalten ist, zeigt die Gartenfront neugotische Architektur mit Spitzbogenfenstern, Zinnen und Dachschmuck. Diese Stilunterschiede setzen sich im Inneren des Hauses fort; es ist quasi in der Mitte geteilt.

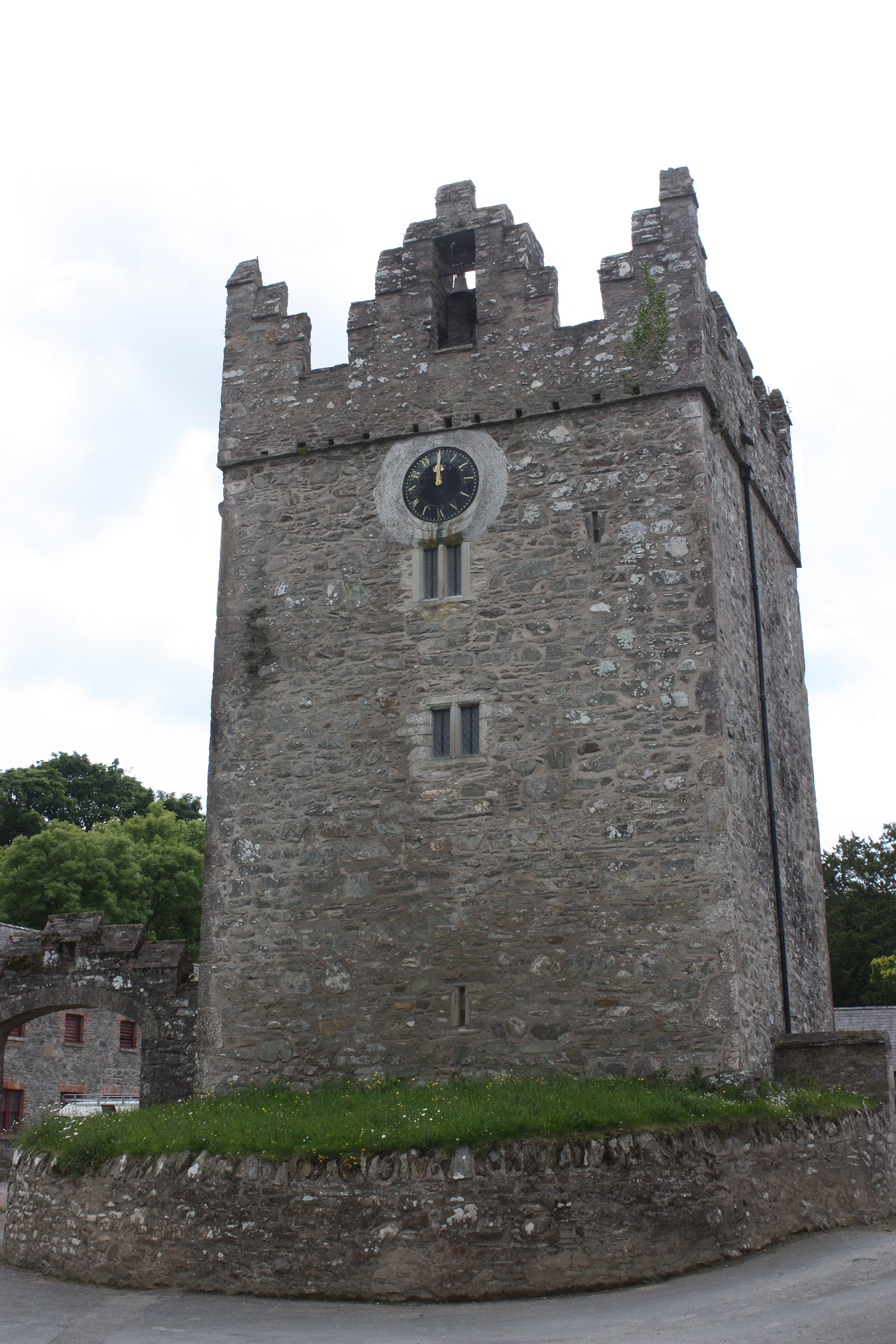
Der Wohnturm

Im Bauernhof des Anwesens gibt es einen Wohnturm, den Nicholas Ward 1610 als Verteidigungsbauwerk errichten ließ.

## Geschichte
Das Anwesen von Castle Ward war seit etwa 1570 die Heimat der Familie Ward. Ursprünglich hieß es Carraig na Sionnach (Carrick na Sheannagh, „Fels der Füchse“) und gehörte den Earls of Kildare, bis es Bernard Ward, der Vater von Sir Robert Ward, Surveyor General von Irland, kaufte. Der 340 Hektar große, eingefriedete Fronhof stammt auch aus dem 16. Jahrhundert. Die Familie Ward ließ auf dem Anwesen nacheinander eine Reihe von Häusern errichten: Old Castle Ward wurde um 1590 in der Nähe des Strangford Lough gebaut und ist heute noch erhalten, aber ein Herrenhaus, das Richter Michael Ward um 1720 errichten ließ, wurde um 1850 wieder abgerissen. Nur etwas von seinem angrenzenden Landschaftsgarten blieb erhalten.
Der Architekt des heute erhaltenen Gebäudes, das Anfang der 1760er-Jahre für Michael Wards Sohn Bernard Ward, 1. Viscount Bangor, erbaut wurde, ist unbekannt. Vermutlich stammte er aus der Gegend von Bristol, mit der die Familie Ward eng verbunden war. Es könnte James Bridges gewesen sein, der in Bristol von 1757 bis 1763 wirkte und dessen Arbeiten Ähnlichkeiten mit Castle Ward aufweisen.
Das Anwesen wurde 1748 an Bernard Wards ältesten Sohn, Nicholas übertragen, der deutlich sichtbar geisteskrank war. Als sein jüngerer Bruder, Edward, 1812 starb und nur einen minderjährigen Sohn hinterließ, ergriff der jüngste Bruder, Robert, die Gelegenheit, den verrückten Nicholas in ein kleineres Haus in Downpatrick umzusiedeln und Castle Ward all seiner wertvollen Einrichtungsgegenstände zu berauben. Das Haus blieb leer, bis Nicholas 1827 starb und es Edwards Sohn, inzwischen der 3. Viscount, erbte. Er und seine Nachfahren ließen Haus renovieren und neu ausstatten, aber nach dem Tod des 6. Viscount 1950 wurden Anwesen und Haus der Regierung von Nordirland zum Ausgleich der Erbschaftssteuer vermacht. Diese übertrug das Eigentum an Haus und Gärten 1952 an den National Trust.
Am 10. Februar 1973 wurden Leonard O’Hanlon (23 Jahre alt) und Vivienne FitzSimmons (17 Jahre alt), beide Mitglieder der Provisional Irish Republican Army, durch die vorzeitige Explosion einer Bombe auf dem Gelände von Castle Ward getötet.
Castle Ward war ein Drehort für die Serie Game of Thrones, in der es Winterfell hieß und für die es digital nachbearbeitet wurde.

## Bildergalerie

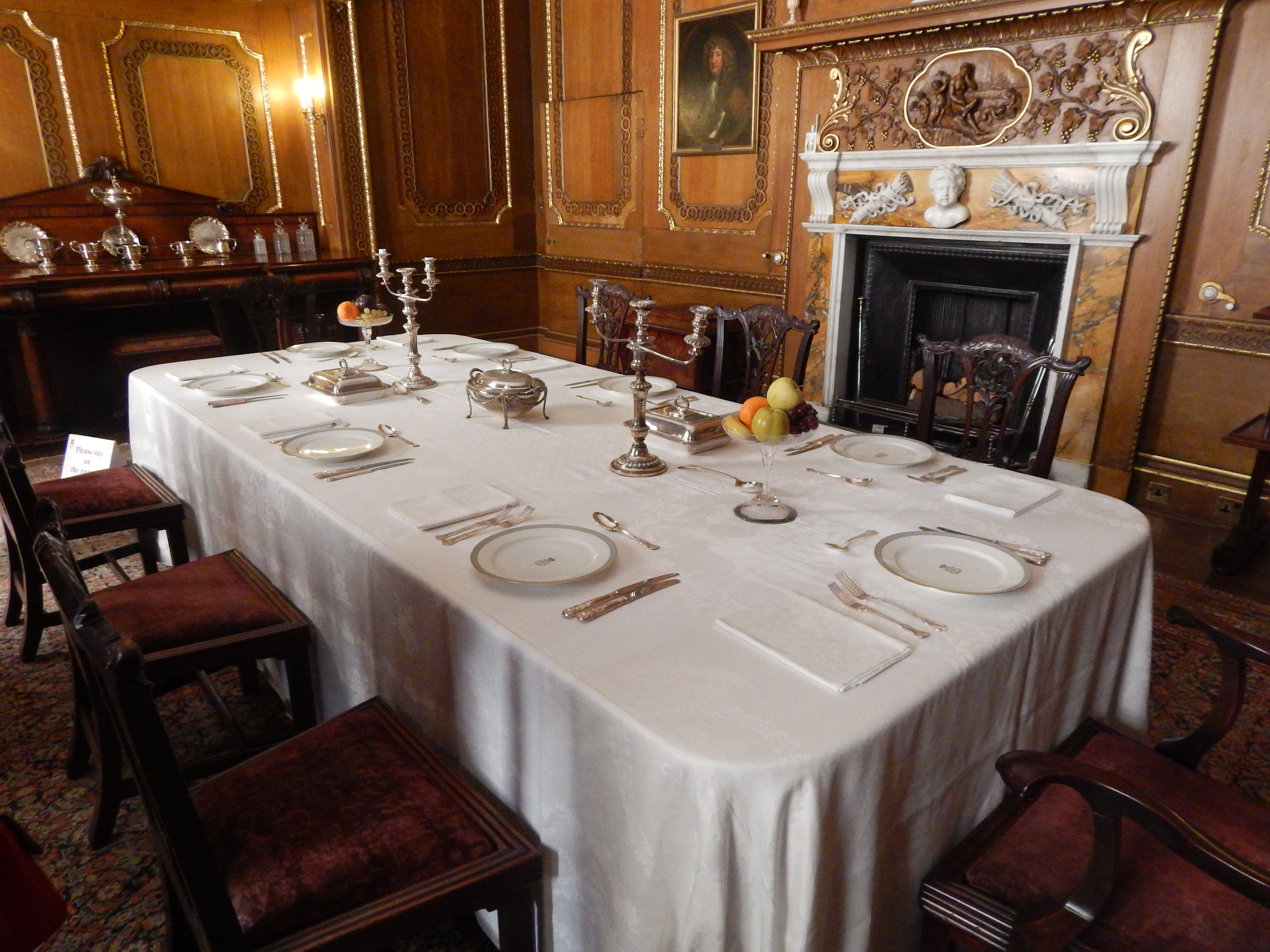
Speisezimmer
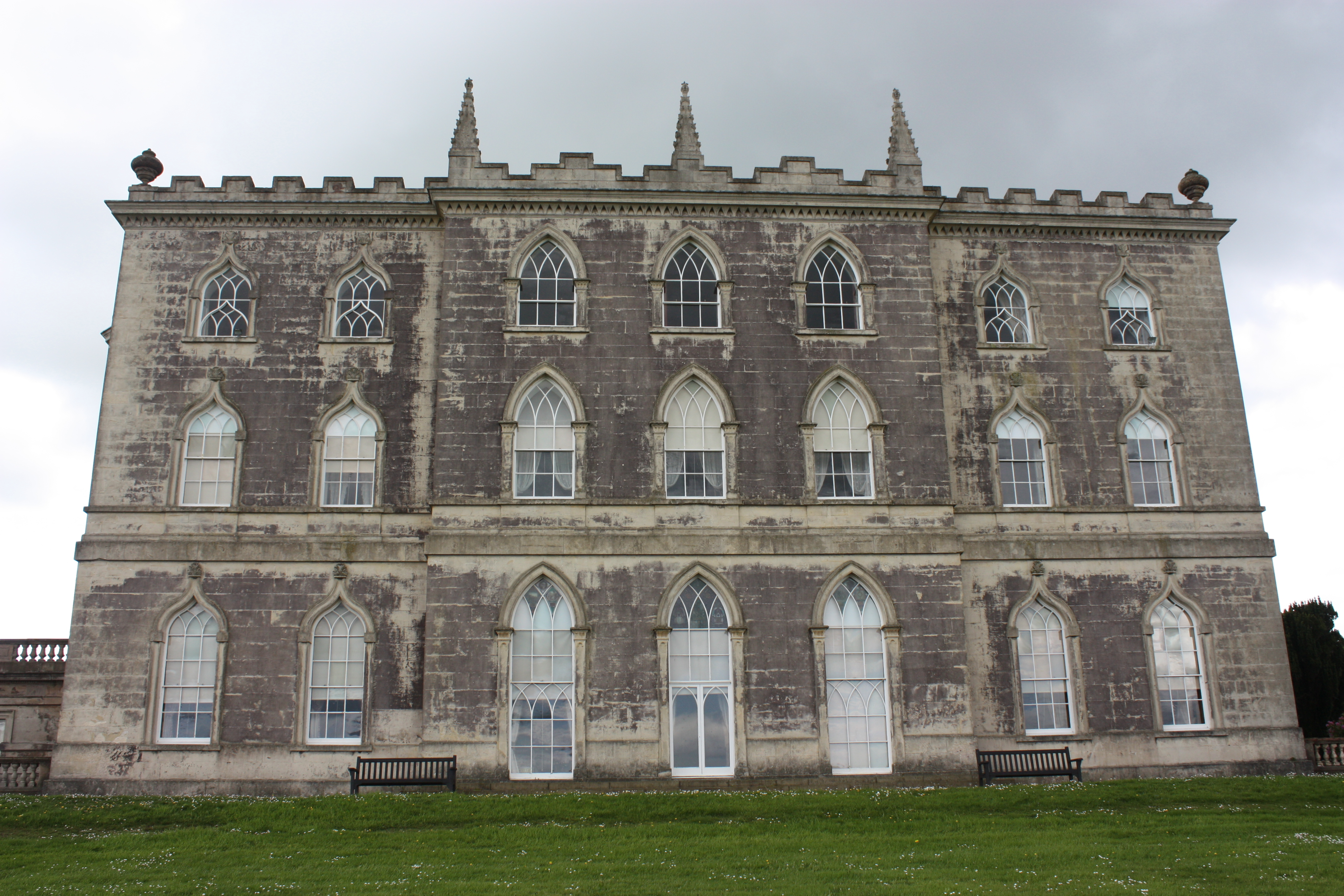
Neugotische Nordostfassade von Castle Ward, Juni 2011
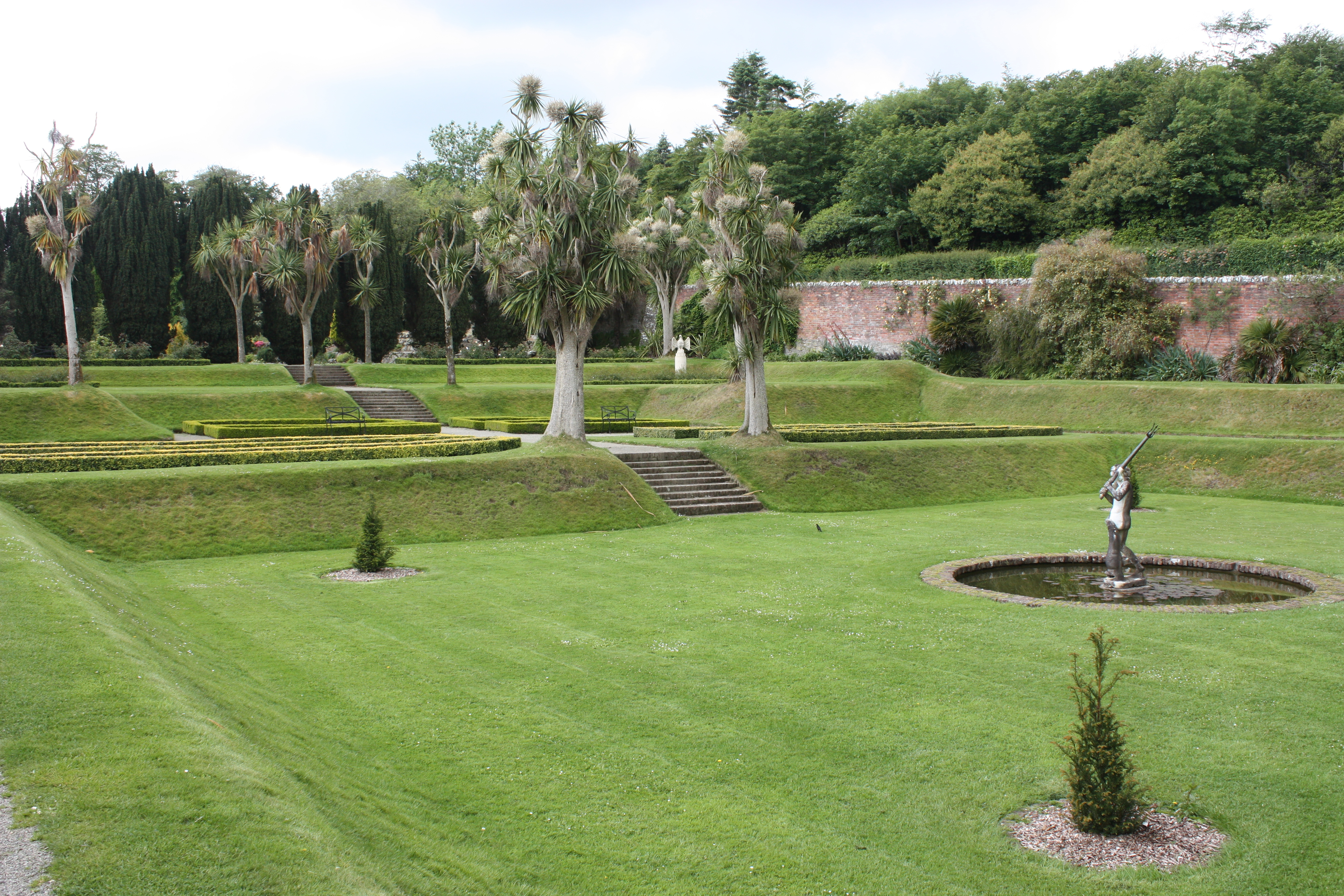
Eingefriedeter Garten, Juni 2011
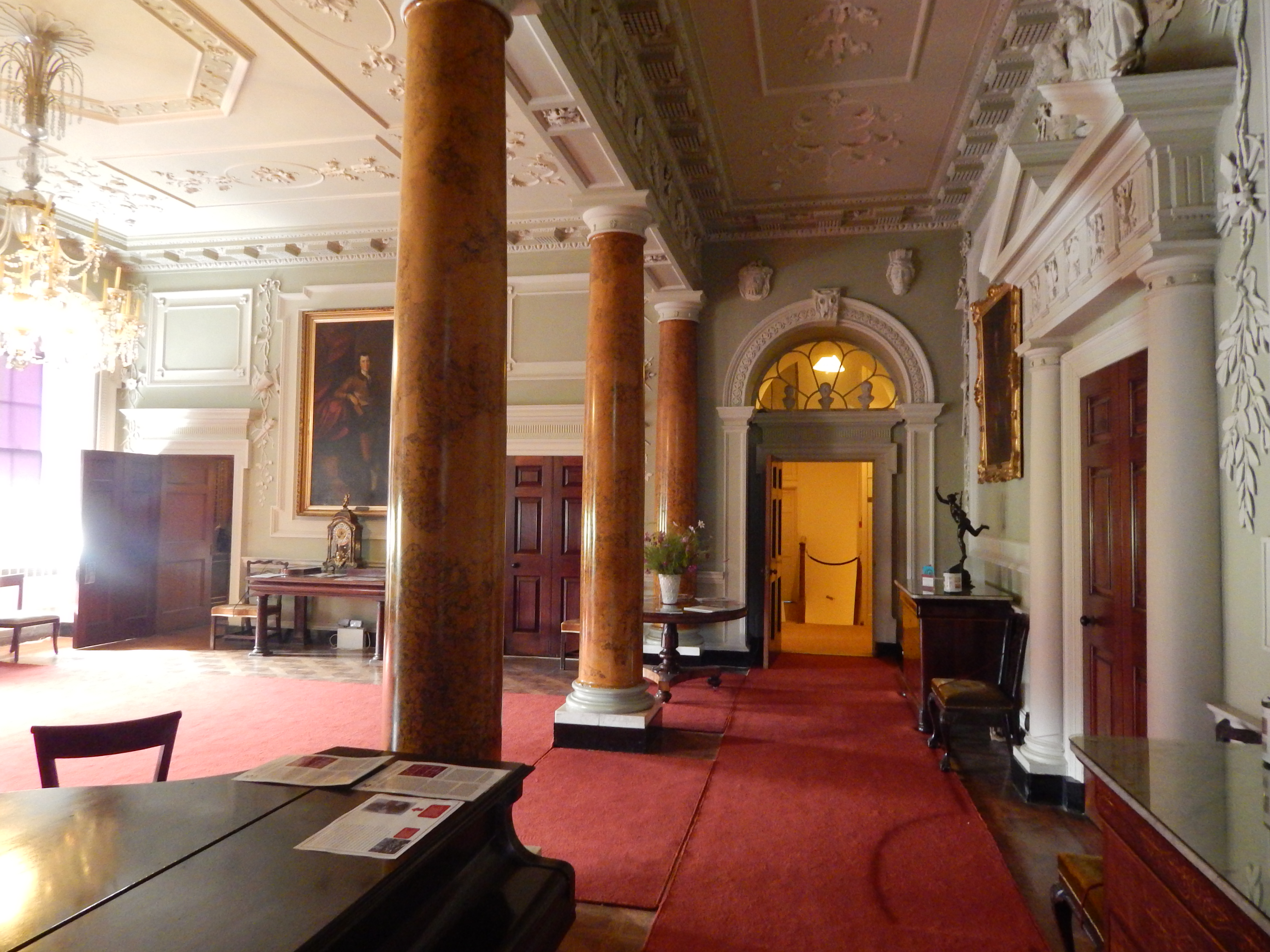
Weg in der Empfangshalle zum Haupteingang